# Liberty Music Shop Records
Liberty Music Shop Records est un Label discographique fondé à New York en 1933. Son catalogue comprenait Lee Wiley et Ethel Waters. 

## Histoire
À la fin des années 1930, Liberty possède trois boutiques à New York. Elles importent un certain nombre de disques du Royaume-Uni : des exemplaires de disques britanniques His Master's Voice et Decca ont été retrouvés avec de grands autocollants Liberty Music Shop recouvrant les logos étrangers.
En 1933, Liberty crée son propre label privé, utilisant des masters originaux enregistrés chez Brunswick Records, puis dans les studios Decca. L'entreprise se spécialise dans la musique dance (Enric Madriguera, Freddy Martin, Émile Petti et Ted Straeter (en)) ; les personnalités du cabaret et de Broadway (Beatrice Lillie, Ramona, Mabel Mercer, Ethel Merman, Cy Walter (en), Ethel Waters et Lee Wiley) ; et des artistes de niche comme Casper Reardon (en) et Bruz Fletcher (en). Environ 200 disques sont produits entre 1933 et 1942. Dans les années 1950, le label produit des rééditions de vinyles.